# Виллер-ле-Турнёр
Вилле́р-ле-Турнёр (фр. Villers-le-Tourneur) — коммуна во Франции, находится в регионе Шампань — Арденны. Департамент коммуны — Арденны. Входит в состав кантона Новьон-Порсьен. Округ коммуны — Ретель.
Код INSEE коммуны — 08479.
Коммуна расположена приблизительно в 185 км к северо-востоку от Парижа, в 80 км севернее Шалон-ан-Шампани, в 20 км к юго-западу от Шарлевиль-Мезьера.

## Население
Население коммуны на 2008 год составляло 185 человек.
| 1962 | 1968 | 1975 | 1982 | 1990 | 1999 | 2008 |
| ---- | ---- | ---- | ---- | ---- | ---- | ---- |
| 193  | 197  | 171  | 165  | 141  | 161  | 185  |

## Экономика
В 2007 году среди 115 человек в трудоспособном возрасте (15—64 лет) 79 были экономически активными, 36 — неактивными (показатель активности — 68,7 %, в 1999 году было 62,2 %). Из 79 активных работали 73 человека (48 мужчин и 25 женщин), безработных было 6 (1 мужчина и 5 женщин). Среди 36 неактивных 15 человек были учениками или студентами, 8 — пенсионерами, 13 были неактивными по другим причинам.

## Фотогалерея
- Церковь
- Памятник погибшим в Первой мировой войне
- Въезд в Виллер-ле-Турнёр
- Часовня-ораторий